# 어니스트 누아마
어니스트 아피아 누아마 쿠시(영어: Ernest Appiah Nuamah Kusi, 2003년 11월 1일 ~ )는 가나의 축구 선수이다. 그의 포지션은 왼쪽 윙어로, 현재 프랑스 리그 1의 리옹에서 활약하고 있다.

## 초기 경력
누아마는 쿠마시 교외의 아사포에서 태어나고 자랐다. 그는 가나 동부주에 위치한 라이트 투 드림 아카데미에서 경력을 시작했다.

## 클럽 경력

### 노르셸란
2022년 1월, 누아마는 덴마크 수페르리가의 FC 노르셸란과 계약을 맺고 입단했다. 2022년 4월 10일, 그는 2-2로 비긴 오르후스 GF와의 경기에서 67분에 마그누스 코포 안데르센과 교체 투입되어 노르셸란 소속으로 데뷔전을 치렀으며, 84분에 데뷔골을 넣었다. 경기 종료 후 그는 팀의 맨 오브 더 매치 선수로 선정되었다. 2022년 9월, 누아마는 이달의 재능 선수로 선정되었다.
2023년 3월 19일, 누아마는 2-1로 이긴 브뢴뷔와의 경기에서 역전골을 포함한 멀티골을 기록했다. 그는 시즌 종료 후 덴마크 수페르리가 올해의 선수상을 수상했다.
누아마는 새 시즌 첫 경기일인 2023년 7월 24일, 4-1로 승리한 비보르와의 리그 경기에서 해트트릭을 기록하며 2023–24 시즌을 힘차게 출발했다.

### 리옹
2023년 8월 30일, 누아마는 벨기에의 RWD 몰렌베이크로 이적한 뒤, 즉시 프랑스의 리옹으로 임대되었다. 그는 이적료 €25M의 완전 영입 옵션과, €4.5M의 보너스가 포함된 조건으로 리그 1 클럽에 유리하게 계약을 체결했다. 이 임대 이적은 두 클럽의 공동 소유주인 존 텍스터의 이글 풋볼 홀딩스를 통해 이루어졌으며, 프랑스 프로 축구 재정관리 통제국 (DNCG)이 제시한 리옹의 지출 제한을 피하기 위해 필요했다. 이 과정에서 누아마는 노르셸란의 최고 이적료 수입 기록을 세웠다.

## 수상 내역
개인
- 덴마크 수페르리가 올해의 선수: 2022–23[9]
- 덴마크 수페르리가 올해의 봄 선수: 2022–23[16]
- 덴마크 수페르리가 올해의 젊은 선수: 2022–23[16]
- 덴마크 수페르리가 이달의 선수: 2023년 7월[17]
- 덴마크 수페르리가 이달의 재능: 2022년 9월,[18] 2023년 7월[17]
- 오다르티 램프티 미래 스타상: 2023[19]